# Kostel svatého Vintíře (Dobrá Voda)
Kostel svatého Vintíře je římskokatolický farní kostel v Dobré Vodě u Hartmanic v okrese Klatovy. Je jediným kostelem na světě zasvěceným Vintířovi.  Kostel je kulturní památka České republiky. Památkově chráněn je celý areál, včetně kaple, která byla v roce 1820 postavena nad studánkou, a včetně ohradní zdi se dvěma branami.

## Historie
V roce 1706 nechal baron František Karel Villani postavit zděnou kapli, a to  se zachováním zdiva původní kaple z roku 1618. Kaple zde však podle archeologických výzkumů stála již ve 12. století. V roce 1754 byla ke kapli přistavena chrámová loď a v poslední etapě (v roce 1777) byla postavena věž. Po druhé světové válce byl kostel v hraničním pásmu a byl využíván jako stáj a skladiště dělostřeleckých granátů. Obnoven a znovu vysvěcen byl roku 1995, při výročí 950 let od smrti sv. Vintíře.

## Interiér
Z původního interiéru se mnoho nezachovalo. Město Hartmanice započalo v devadesátých letech 20. století s jeho renovací. V této době zde koupila budovu staré školy sklářská umělkyně paní Vladěna Tesařová, která si zde zřídila i svou dílnu a Dobrá Voda se tak stala jejím domovem. Jako zbožná žena a manželka evangelického faráře přišla s myšlenkou vytvořit ve zdejším kostele jedinečné dílo, které by navázalo na tradici šumavského sklářství a zároveň připomnělo postavu svatého Vintíře jako stavitele mostů mezi národy. Po konzultacích s českobudějovickou diecézí vytvořila jedinečný oltář ze skla o váze 5 tun, v němž jsou zakomponováni čeští a bavorští světci. Později v její dílně vzniklo dalších 14 skleněných plastik křížové cesty, skleněná socha sv. Vintíře v životní velikosti, skleněná menza, ambon a dvoutunový betlém. Jejím posledním dílem je ztvárnění plastiky Panny Marie, která byla v kostele umístěna v roce 2021.

## Fotogalerie

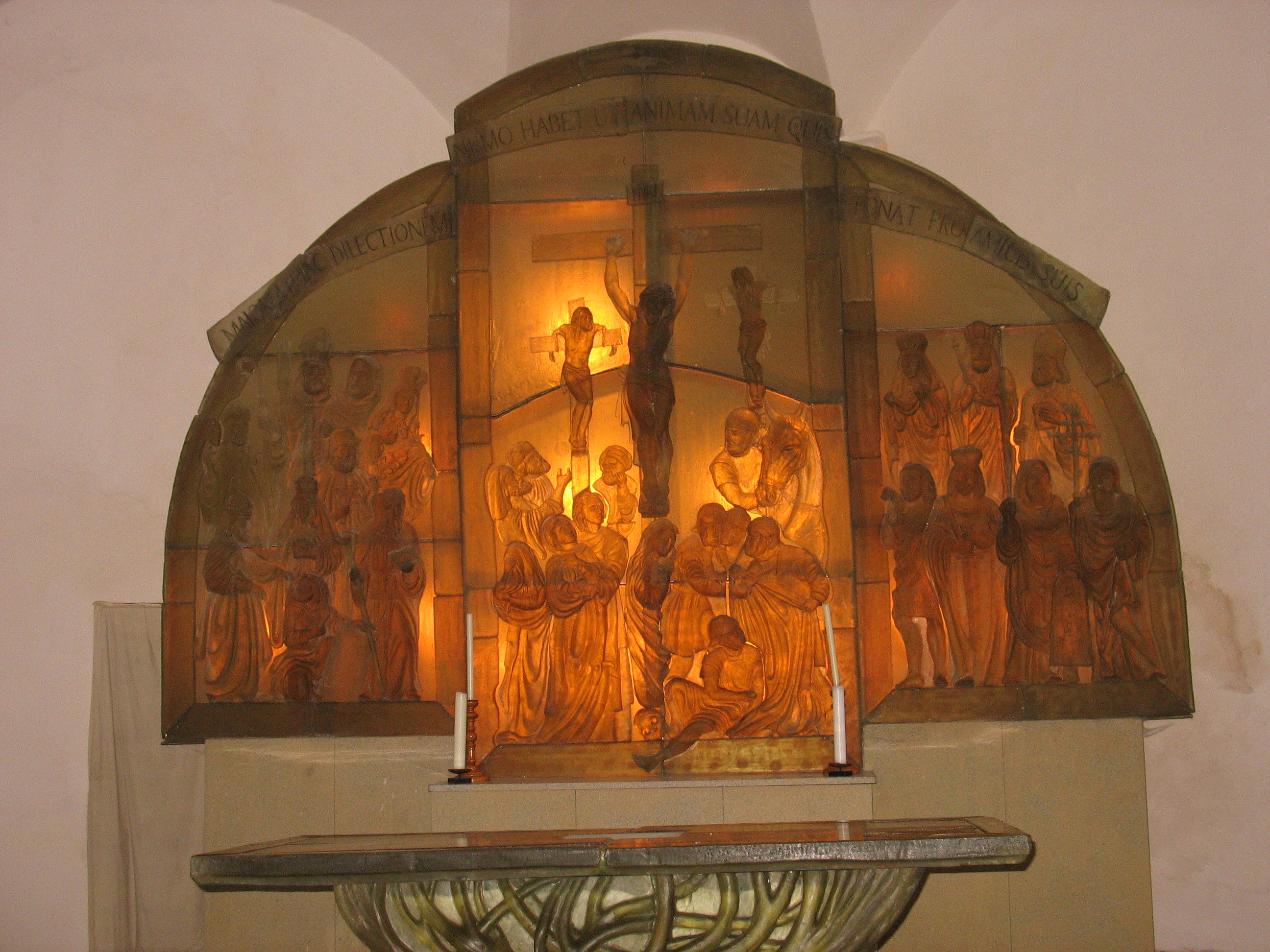
Skleněný oltář, místní rarita
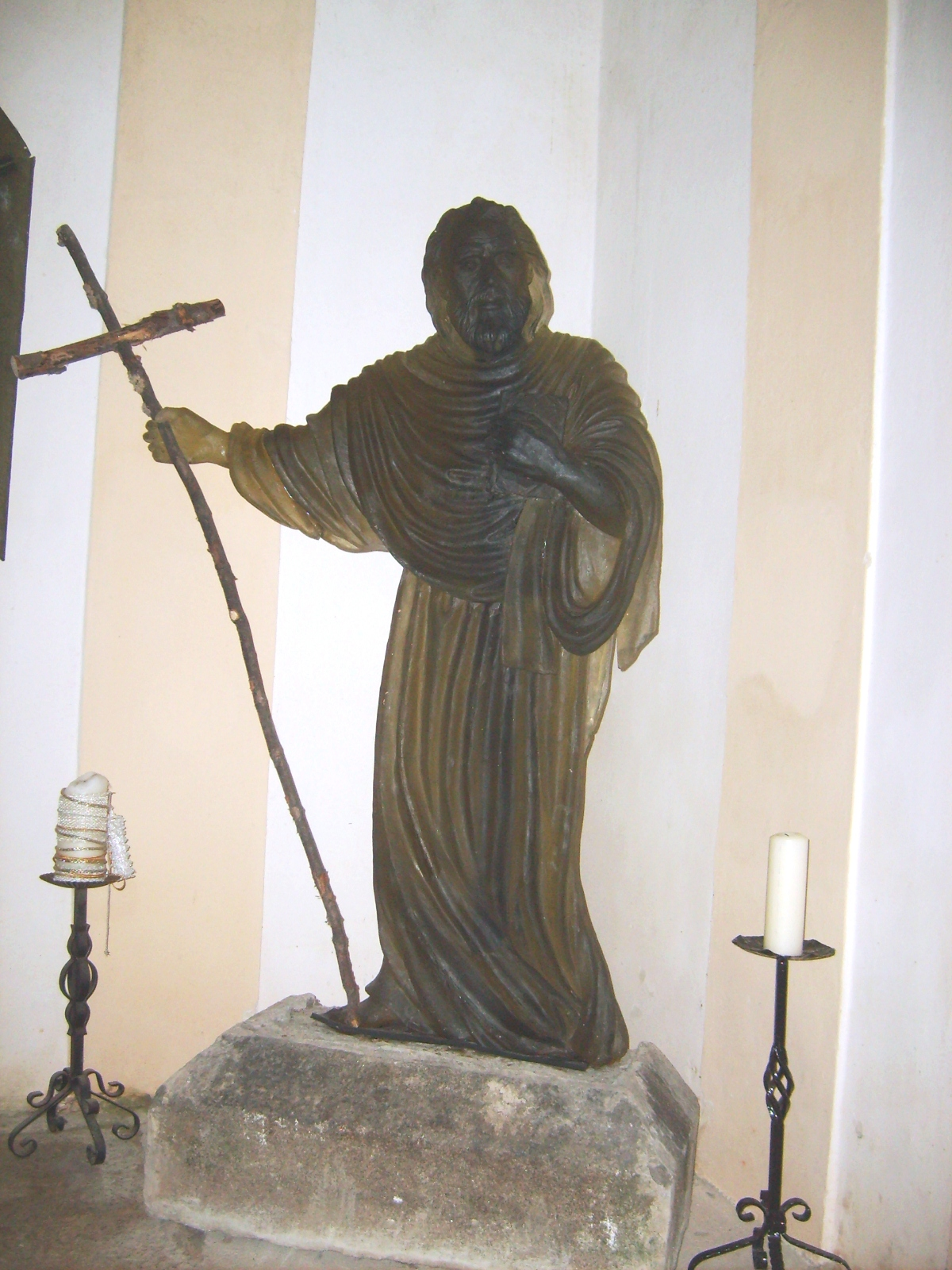
Socha sv. Vintíře
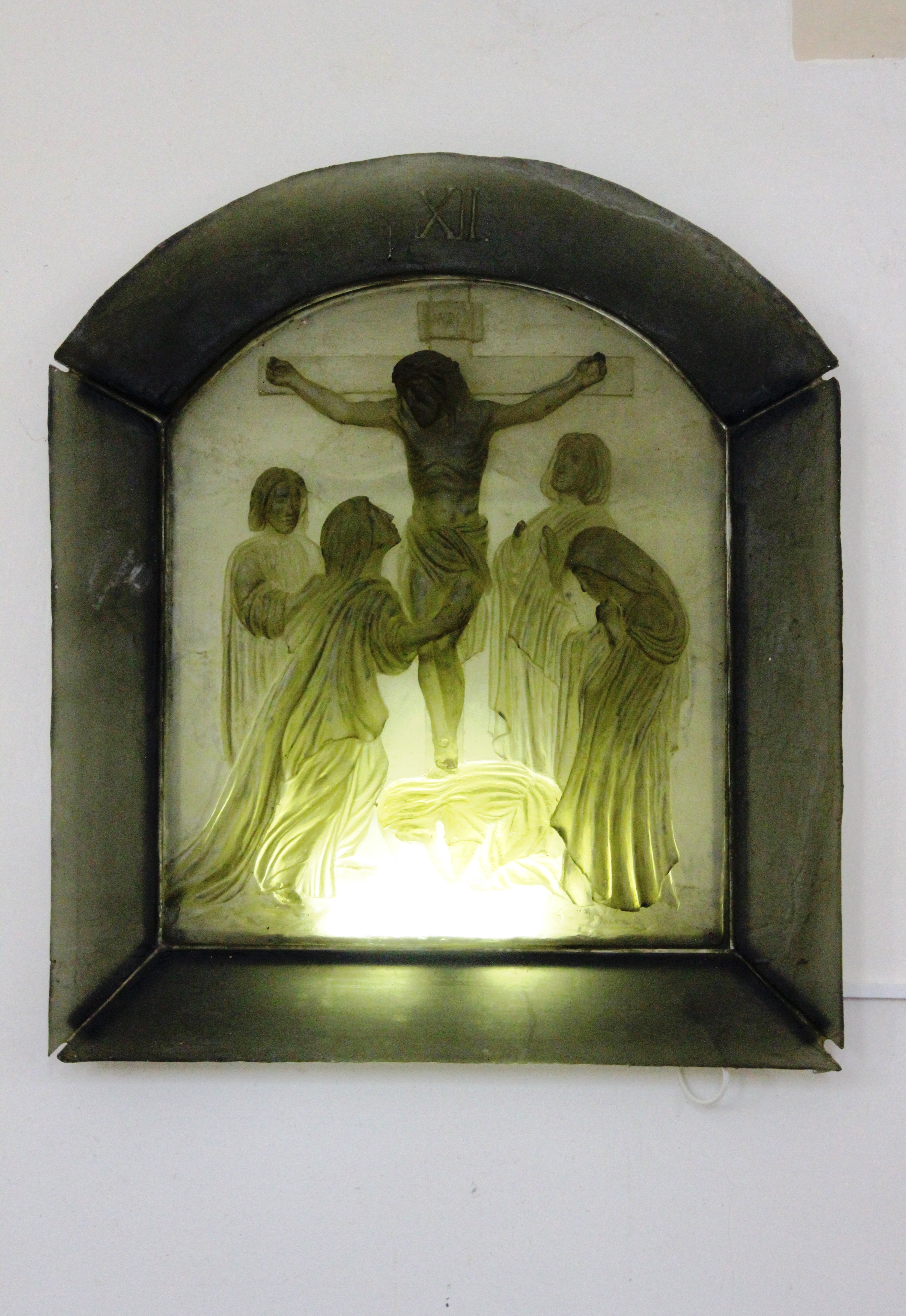
Křížová cesta
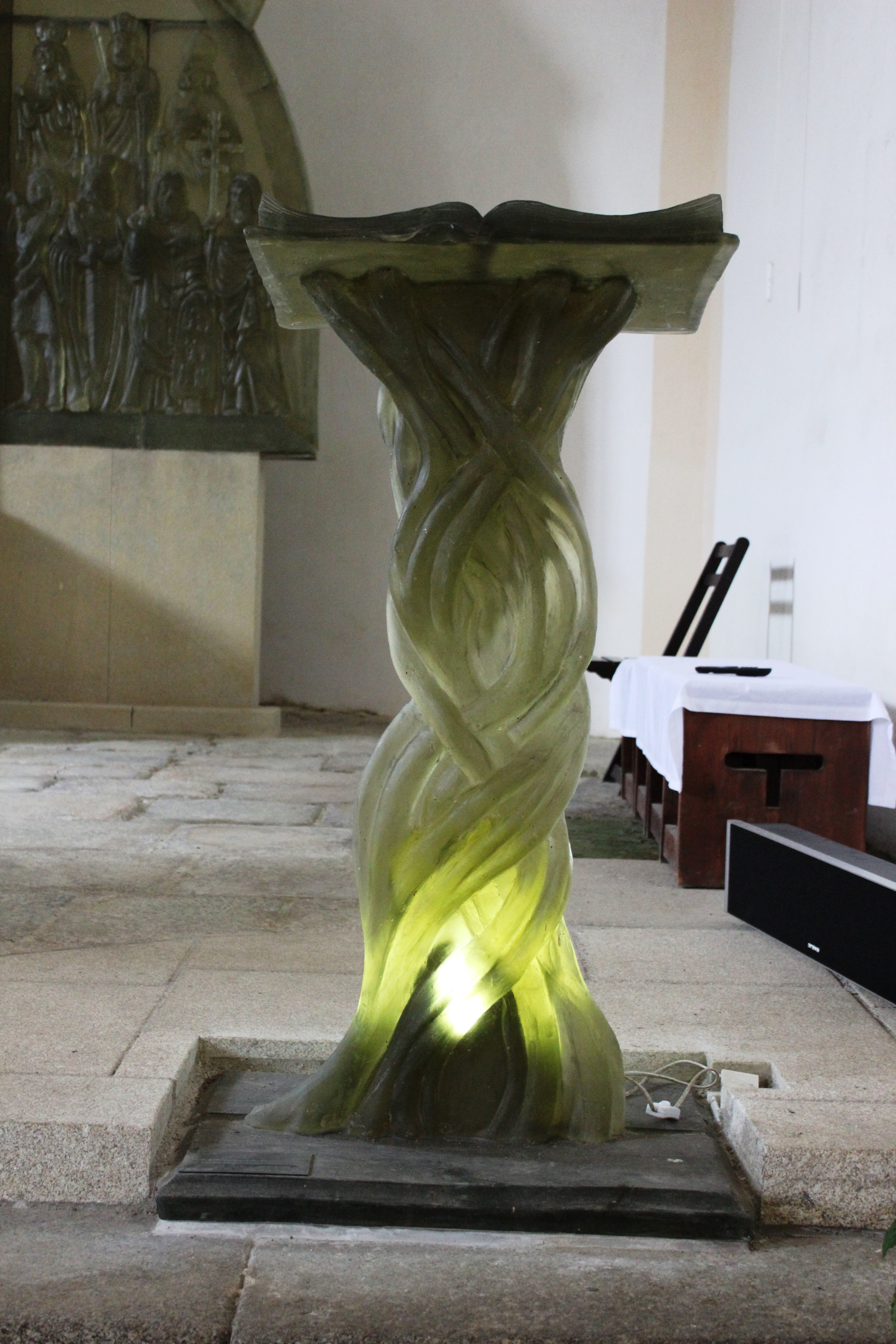
Ambon
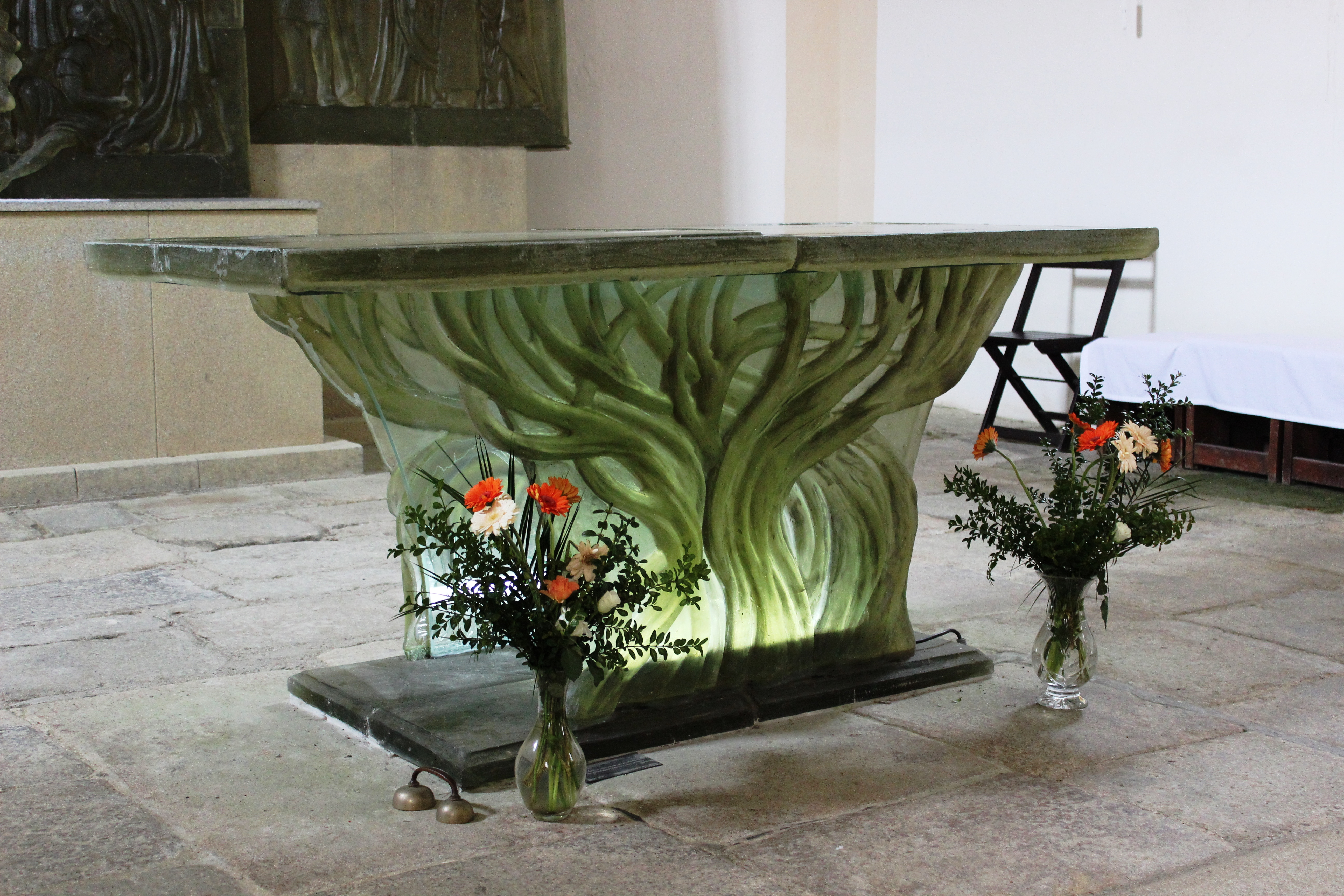
Obětní stůl
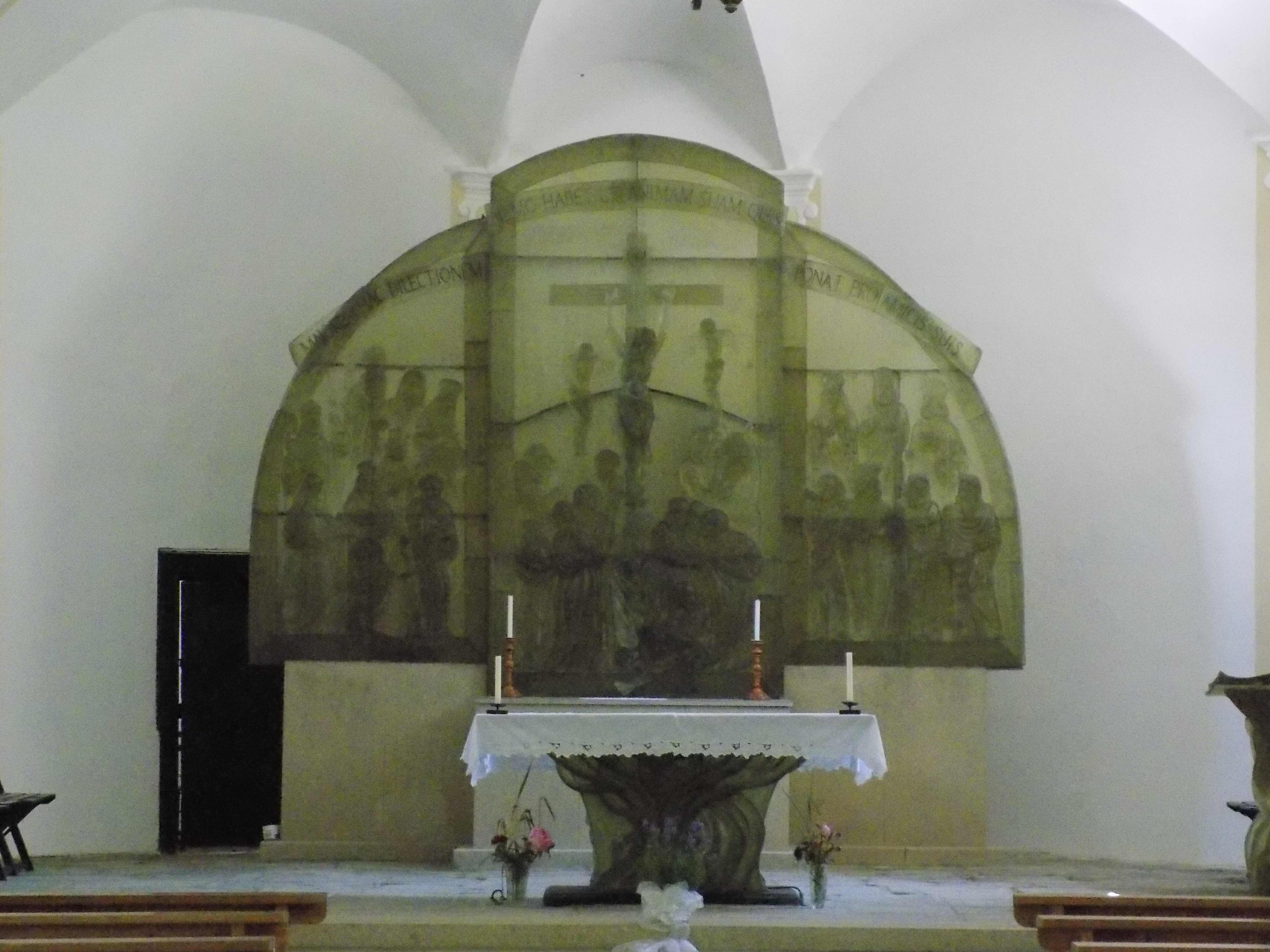
Skleněný oltář
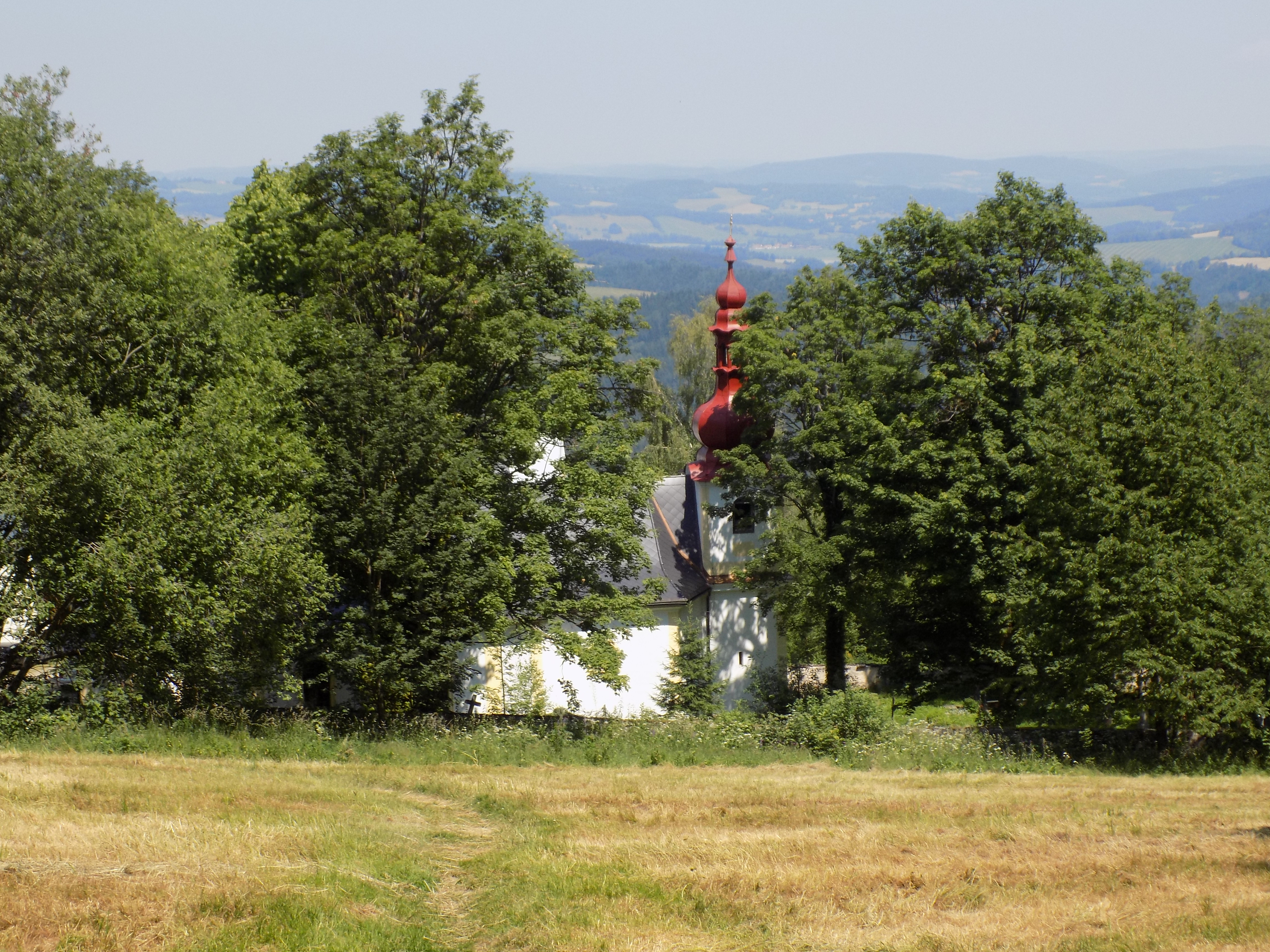
Kostel
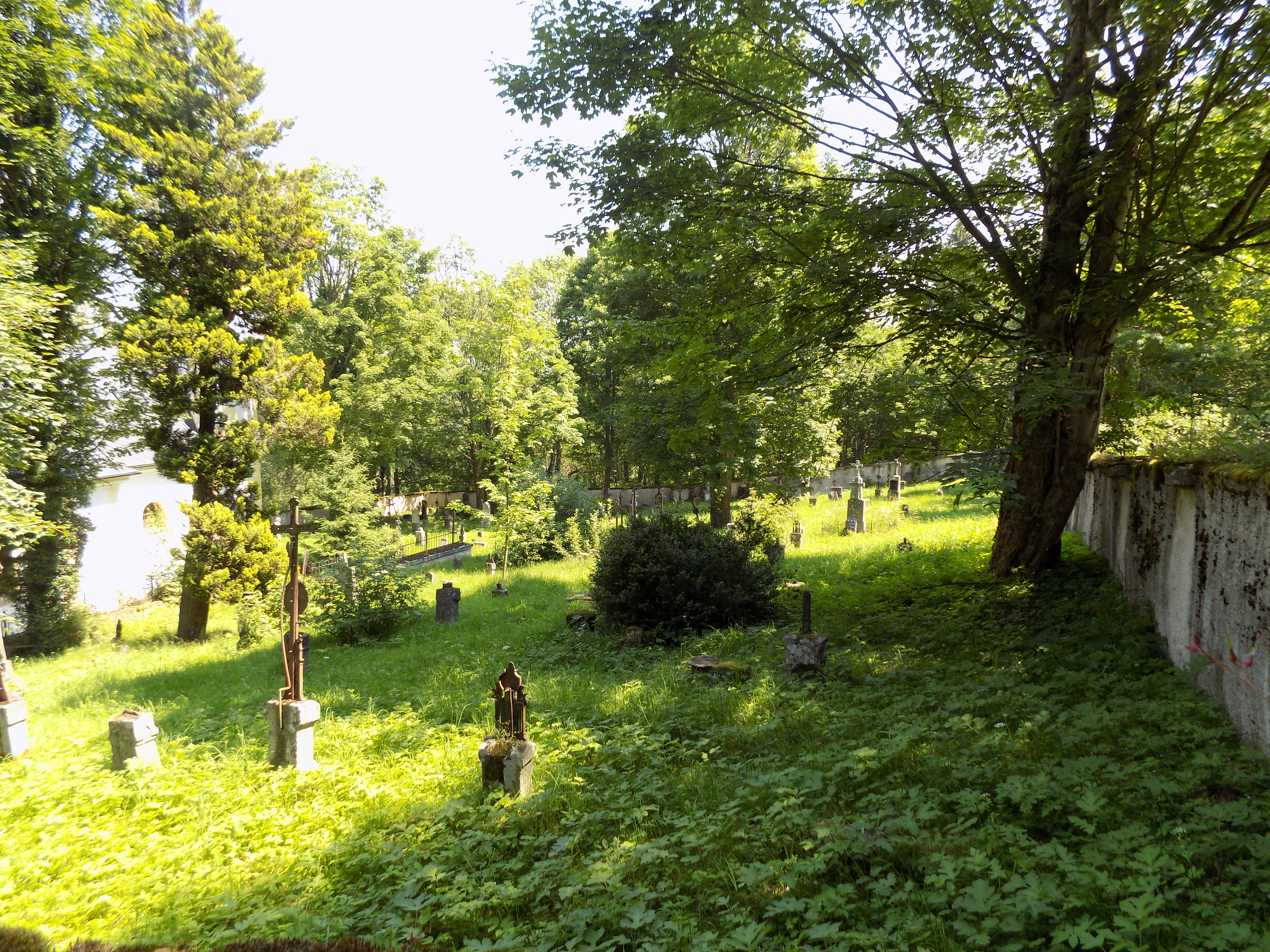
Hřbitov
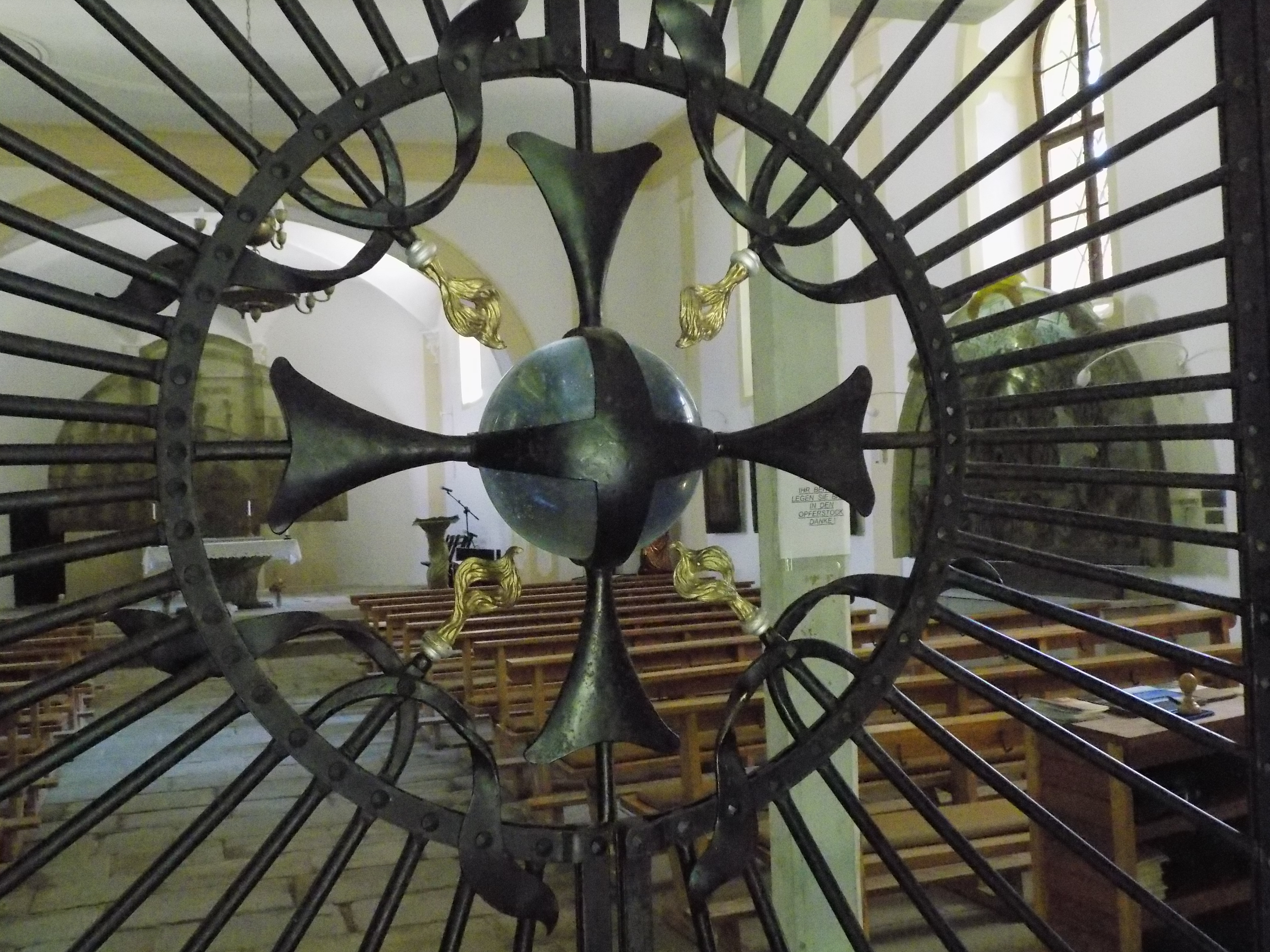
Mříž kostela